# Iford
Iford är en ort och civil parish i Storbritannien.   Den ligger i grevskapet East Sussex och riksdelen England, i den södra delen av landet, 70 km söder om huvudstaden London. Iford ligger 10 meter över havet och antalet invånare är 205.
Terrängen runt Iford är platt söderut, men norrut är den kuperad.  Närmaste större samhälle är Brighton, 10,0 km väster om Iford. 